# HD50130
HD50130 — хімічно пекулярна зоря спектрального класу A1, що має видиму зоряну величину в смузі V приблизно  8,1.
Вона  розташована на відстані близько 491,9 світлових років від Сонця.